# Чемпіонат Буковини з хокею 1930
Розіграш першого титулу з "канадського" хокею на Буковині відбувся у січні 1930 року. Першість виборола команда спортивного товариства «Маккабі». Дебютним матчем стала гра між «Маккабі» та «Яном», що завершилася внічию 1:1.

## Підсумкова класифікація
| Місце | Команда                | 1   | 2   | 3   | 4   | І | В | Н | П | Ш   | Р | О |
| ----- | ---------------------- | --- | --- | --- | --- | - | - | - | - | --- | - | - |
| 1     | «Маккабі» Чернівці     |     | 1:1 | ?:? | ?:? | ? | ? | 1 | ? | ?:? | ? | ? |
| ?     | «Ян» Чернівці          | 1:1 |     | ?:? | 4:1 | ? | 1 | 1 | ? | ?:? | ? | ? |
| ?     | «Драгош Воде» Чернівці | ?:? | ?:? |     | 4:1 | ? | 1 | ? | ? | ?:? | ? | ? |
| ?     | «Довбуш» Чернівці      | ?:? | 1:4 | 1:4 |     | ? | ? | ? | 2 | ?:? | ? | ? |

## Міжнародні змагання
Переможець першості «Маккабі» представляв Буковину в національному румунському фіналі і поступився бухарестському ТК «Роман» з рахунком 0:11 (посівши ІІ місце в загальнорумунському чемпіонаті).

## Товариські матчі
У товариськіх зустрічах з бухарестськими «Телефон Клуб» і ТК «Роман», що відбулися у січні напередодні Різдва та у лютому, збірна Чернівців програла з рахунками 0:5 та 0:6 відповідно.